# Pius Weloński

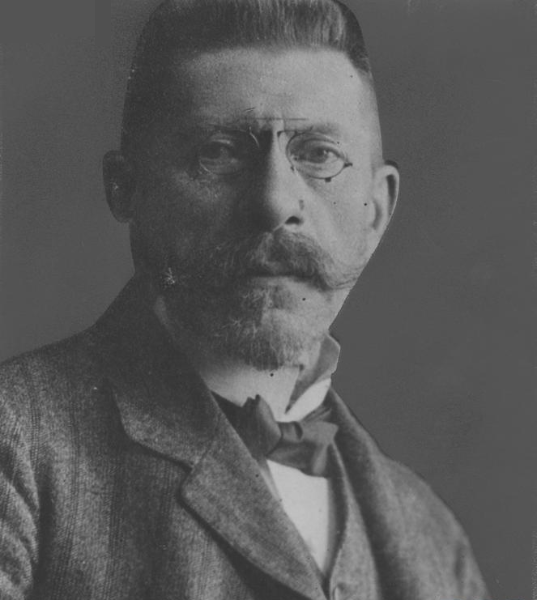
Pius Weloński

Pius Weloński (russisch Пиюс Велёнский; * 22. Septemberjul. / 4. Oktober 1849greg. im Dorf Kumelany, Gouvernement Suwalken; † 31. Oktober 1931 in Warschau) war ein russisch-polnischer Bildhauer und Hochschullehrer.

## Leben
Weloński stammte aus einer Bauernfamilie. Er besuchte das 3. Warschauer Gymnasium. Er studierte 1868–1872 an der Warschauer Zeichenschule bei Konstanty Hegel und Rafał Hadziewicz und arbeitete im Atelier der Bildhauer Faustyn Juliusz Cengler und Andrzej Pruszyński.
1872 konnte Weloński mit einem Stipendium der Gesellschaft zur Förderung der Schönen Künste in Warschau das Studium in St. Petersburg an der Kaiserlichen Akademie der Künste in der Klasse für Bildhauerei nach der Natur fortsetzen und 1878 abschließen. Seine Lehrer waren Alexander von Bock, Nikolai Lawerezki und Iwan Podoserow. Für seine Werke erhielt Weloński kleine Silbermedaillen (1873, 1874) und eine große Silbermedaille (1873) und einen Geldpreis  sowie eine kleine Goldmedaille (1875). 1877 gewann er mit dem Basrelief-Programm der Venus mit Amor auf dem Olymp die große Goldmedaille, verbunden mit der Ernennung zum klassischen Künstler I. Klasse und einem Auslandsreisestipendium der Akademie.
Mit dem Akademie-Stipendium arbeitete Weloński in Wien, München, Paris, Florenz und Rom. Mit der Statue des Gladiators in der Arena erhielt er 1880 die Ernennung zum Akademiker. Seine Werke stellte er auf den Ausstellungen der Akademie vor. Er beteiligte sich an der Allrussischen Kunst- und Industrie-Ausstellung 1882 in Moskau. 1890 wurde er zum Professor ernannt. Auf der internationalen Kunstausstellung 1891 in Berlin gewann er mit den Skulpturen des tanzenden Sklaven und des Gladiators in der Arena die Goldmedaille. Er war Korrespondierendes Mitglied der Krakauer Akademia Umiejętności.
1897 kehrte Weloński nach Warschau zurück. Er wurde Mitglied der Gesellschaft zur Förderung der Schönen Künste. Er erhielt im Warschauer Schloss ein Atelier, das Bolesław Syrewicz benutzt hatte. Er nahm an der Weltausstellung Paris 1900 teil. 1901 eröffnete Weloński eine Gießerei. Er war Professor und Direktor der Warschauer Zeichenschule (1904–1915) und Ehrendirektor des Warschauer Kunstmuseums (1906–1915).
Während des Ersten Weltkriegs, der Oktoberrevolution und des russischen Bürgerkriegs lebte Weloński in der Ukraine. 1924 kehrte er nach Warschau zurück und wurde Direktor der privaten Gerson-Kunstschule.
Werke Welońskis befinden sich im Nationalmuseum Warschau, Nationalmuseum in Krakau, in der Tretjakow-Galerie in Moskau, im Russischen Museum in St. Petersburg, im Museum der Russischen Akademie der Künste und in anderen Museen.
Weloński starb am 31. Oktober 1931 in Warschau und wurde auf dem Powązki-Friedhof begraben.

## Werke (Auswahl)

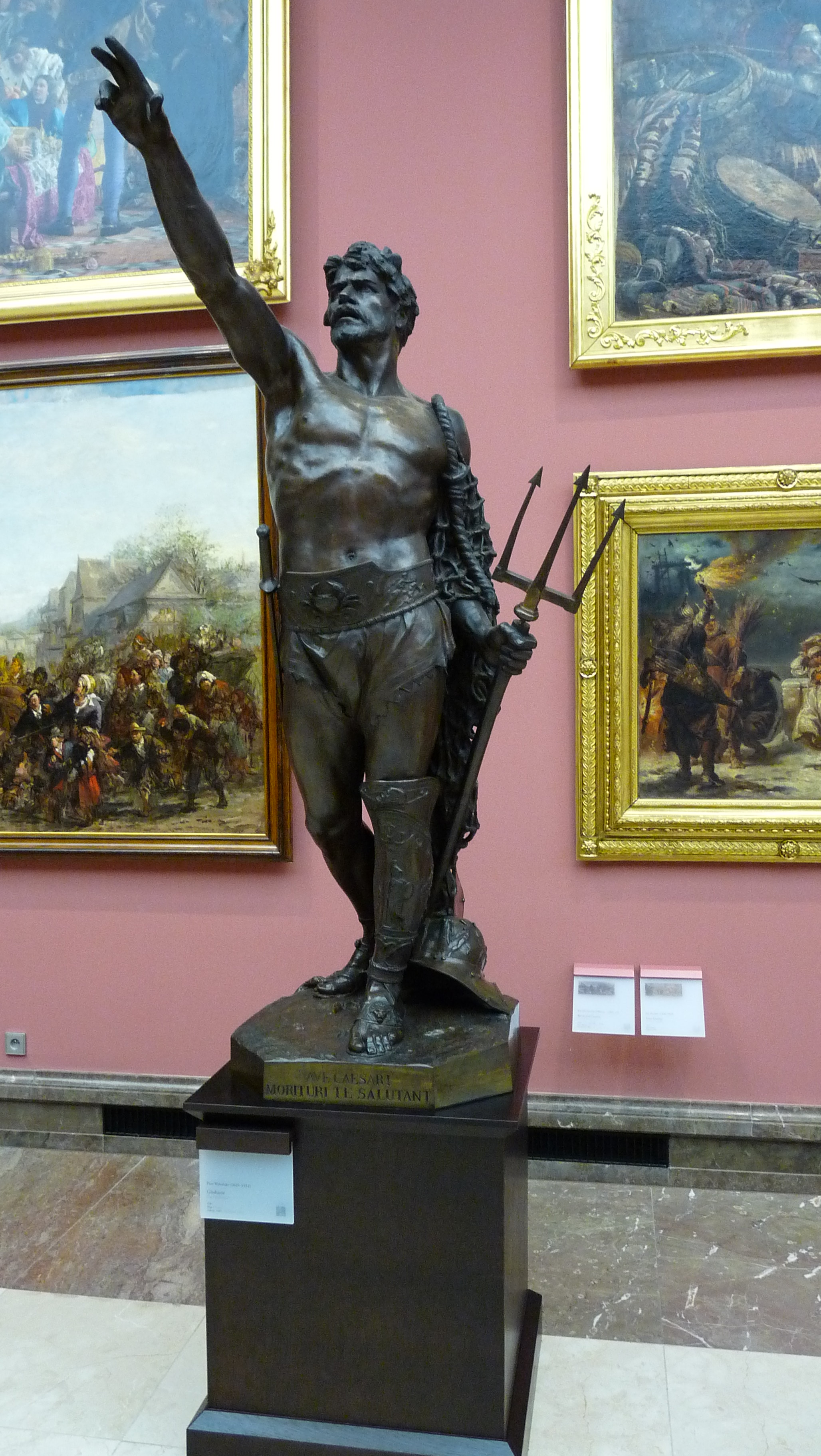
Der Gladiator, Nationalmuseum Krakau
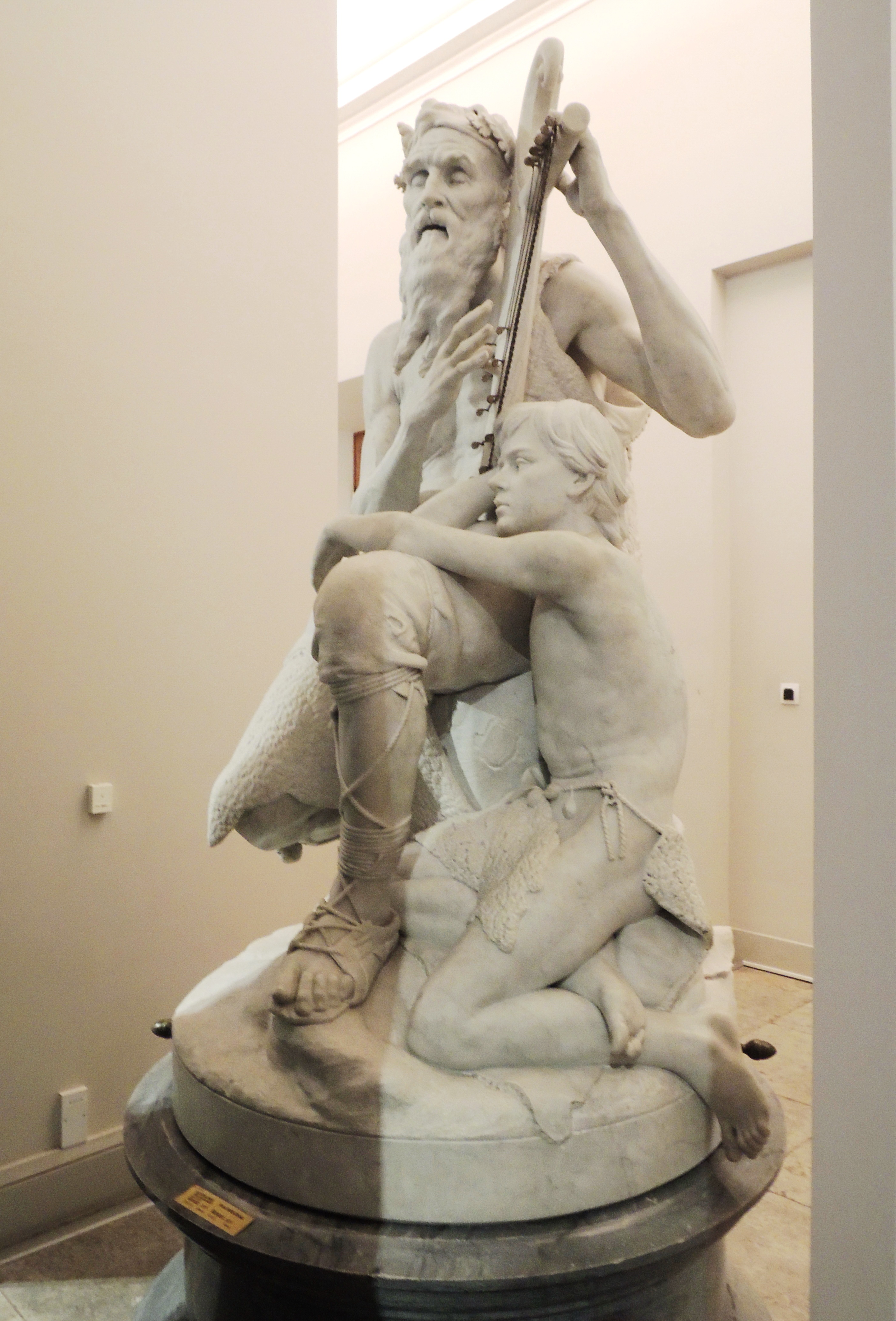
Der Bajan (Sänger), Russisches Museum
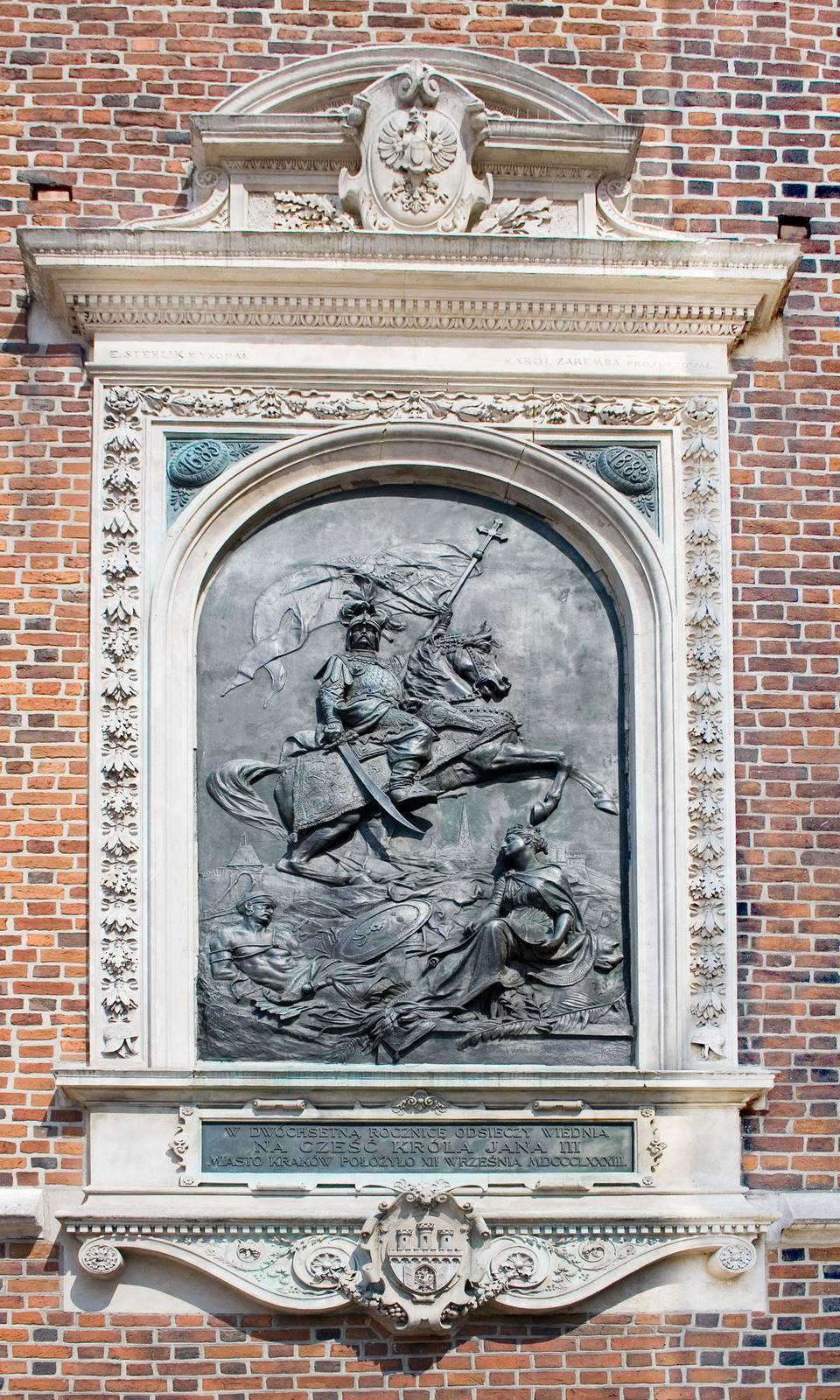
Johann III. Sobieski, Gedenktafel zum 200. Jahrestag der Schlacht bei Wien (1683), Marienbasilika, Krakau
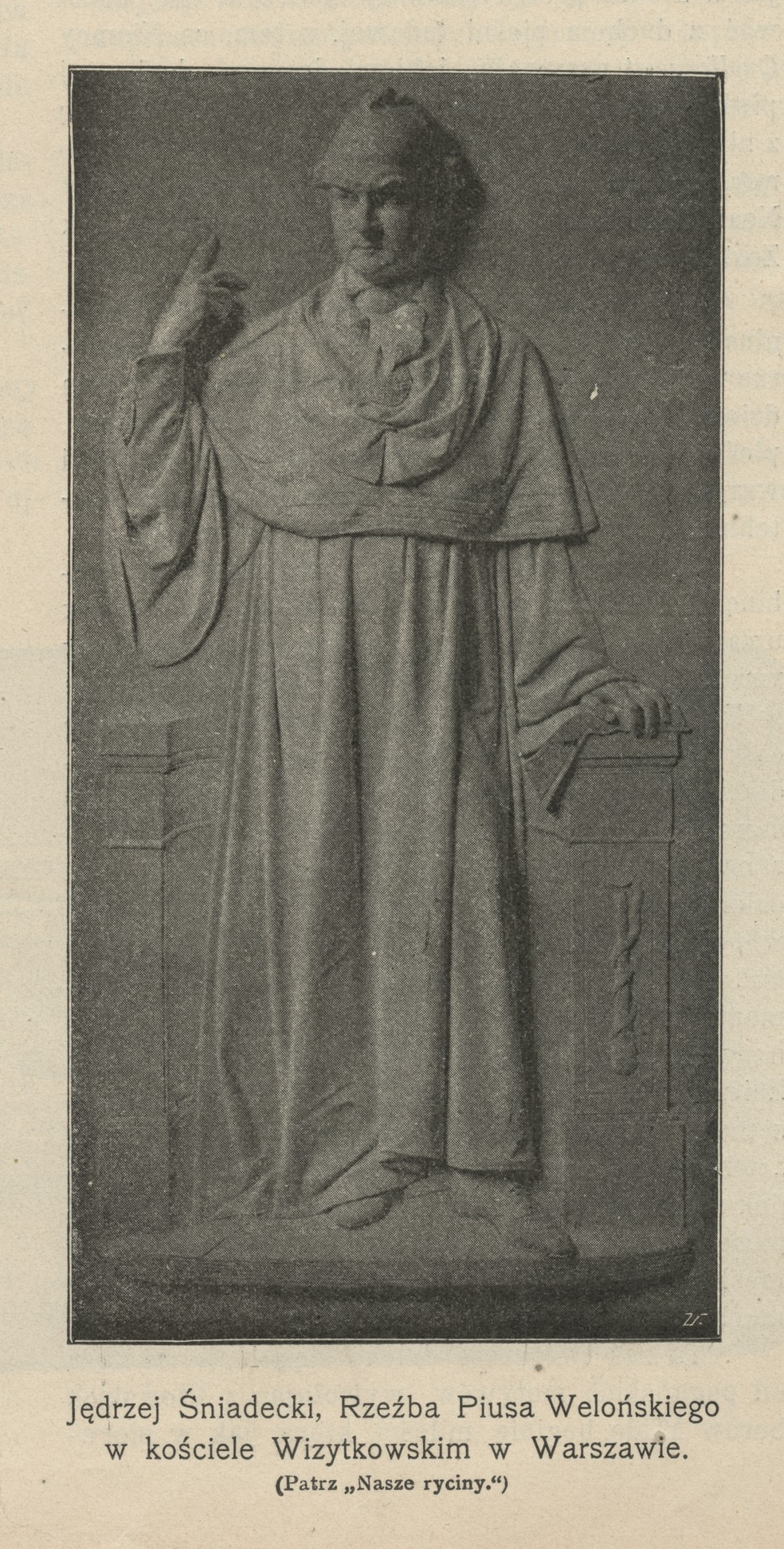
Jędrzej Śniadecki, Visitantinnen-Kirche, Warschau
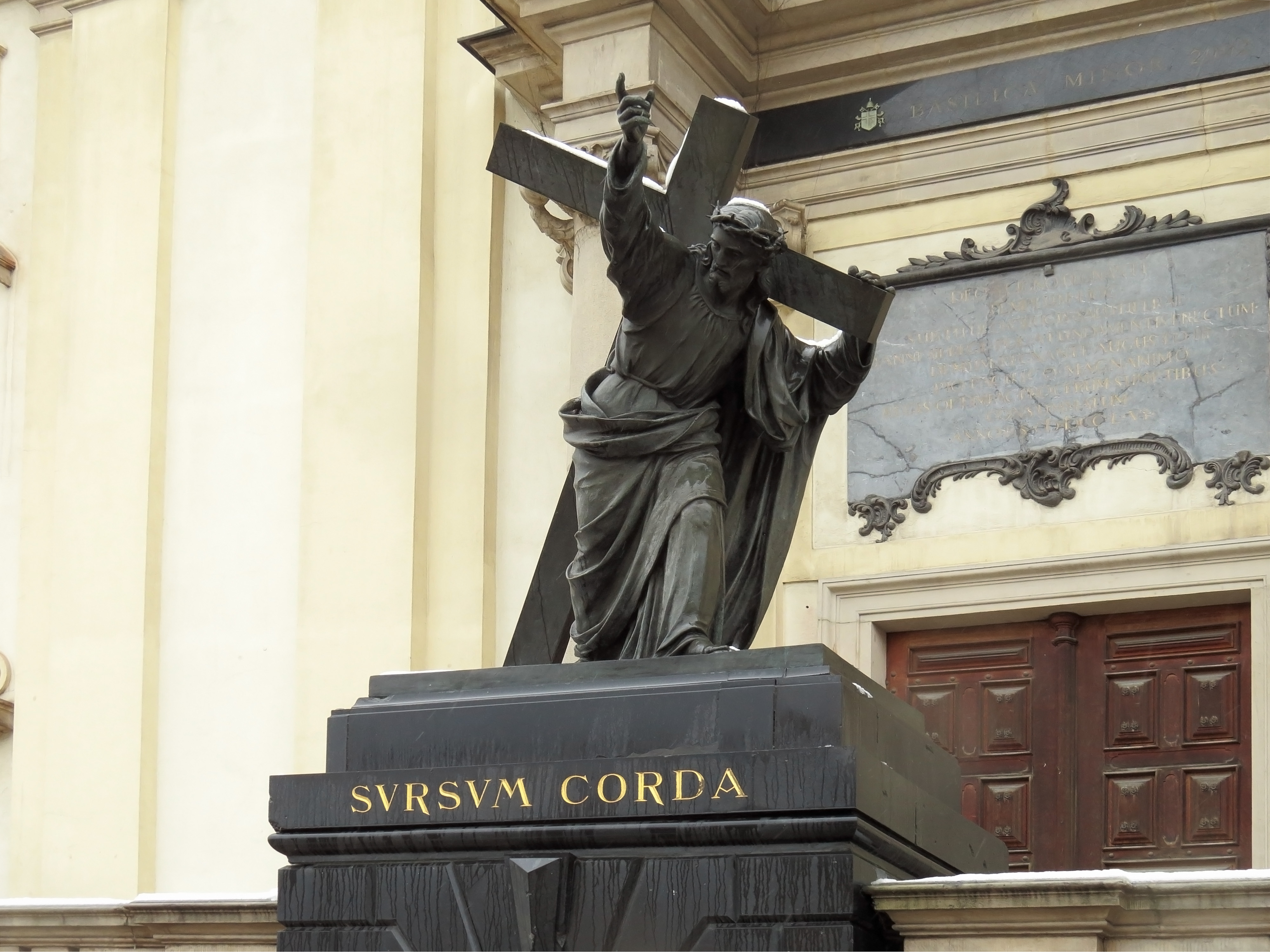
Christus, das Kreuz tragend, Heilig-Kreuz-Basilika, Warschau
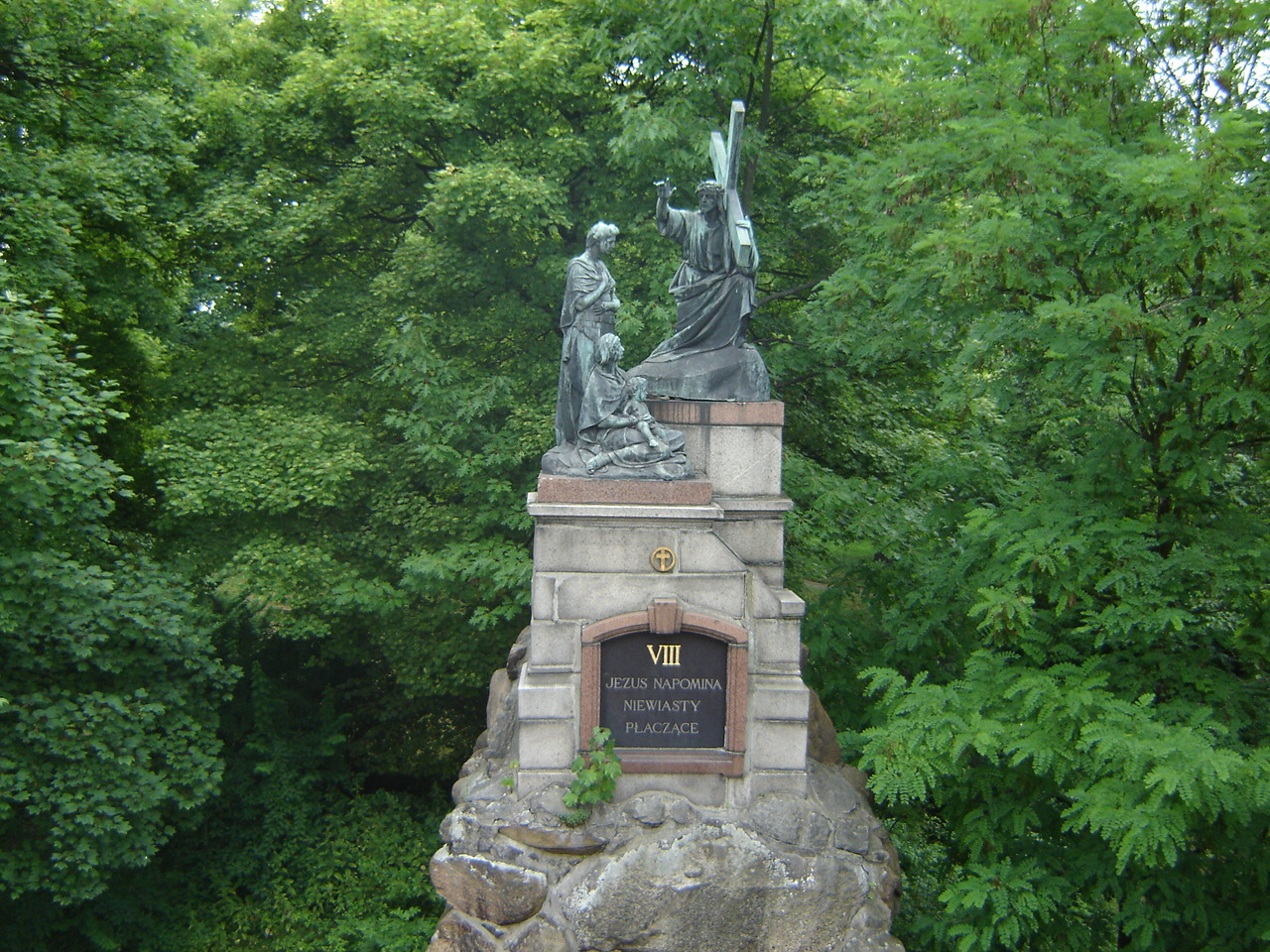
Kreuzwegstation, Jasna Góra
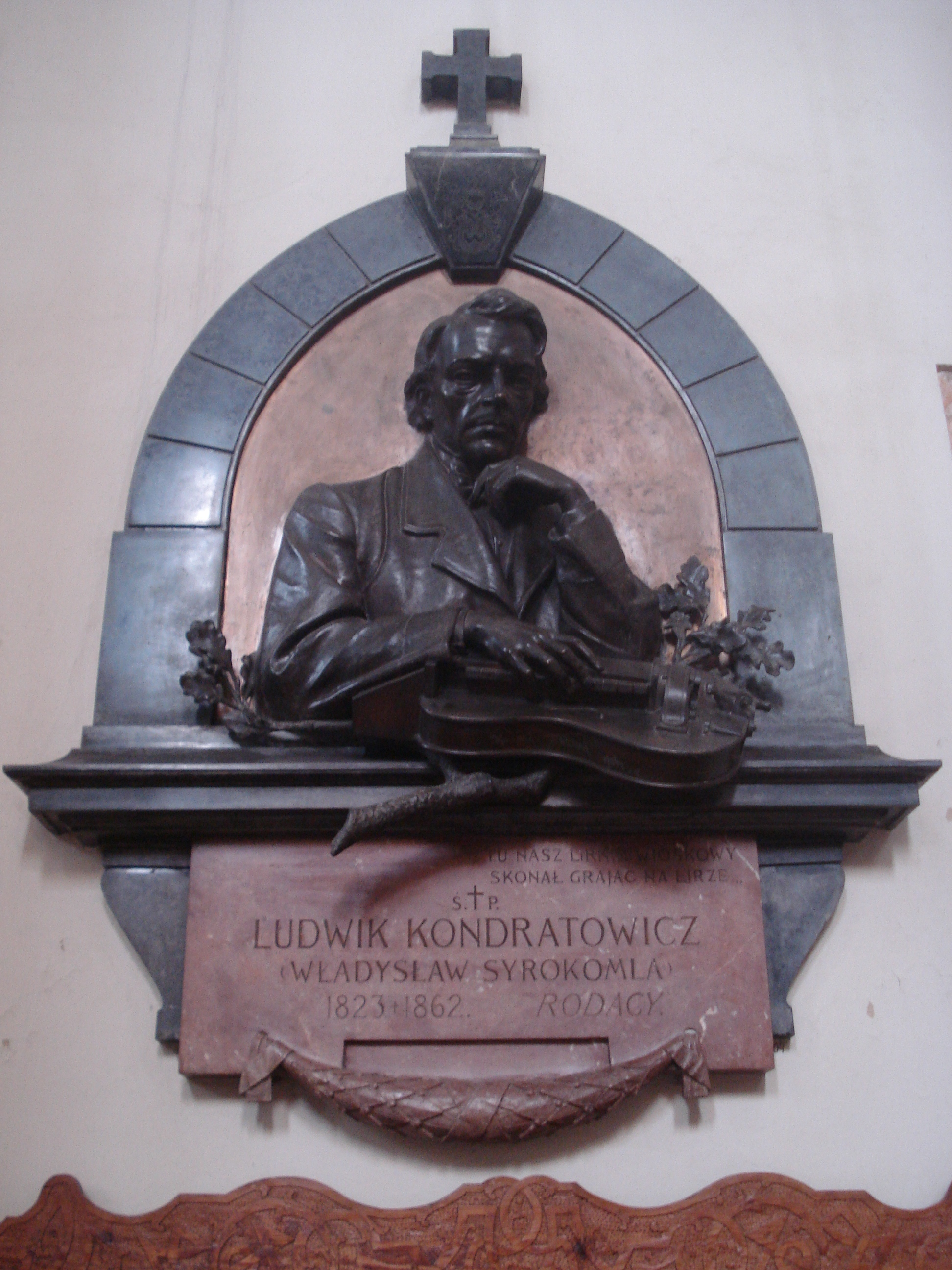
Ludwik Kondratowicz, St.-Johannes-Kirche der Universität Vilnius
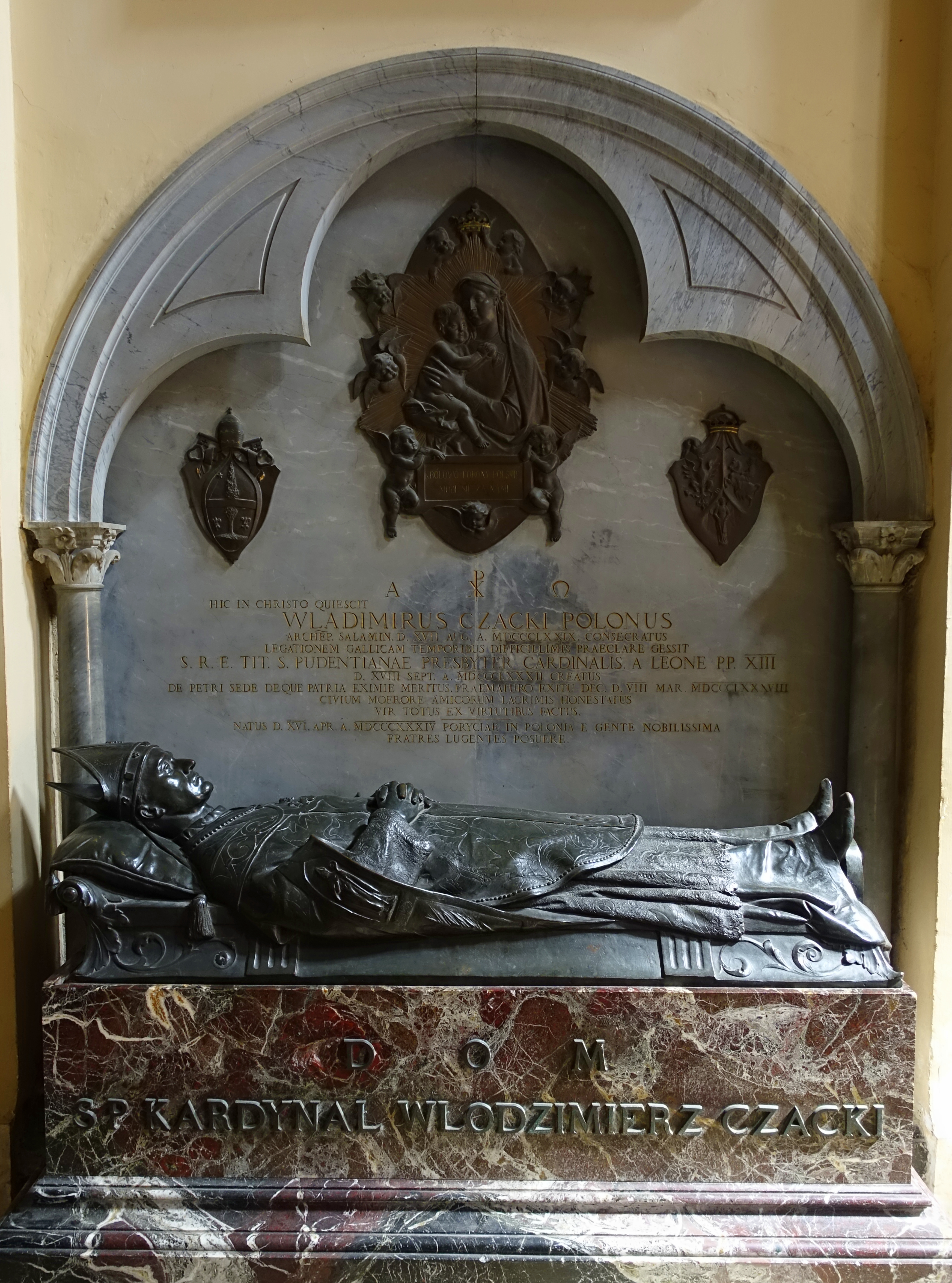
Grabmal Włodzimierz Czackis, Santa Pudenziana, Rom
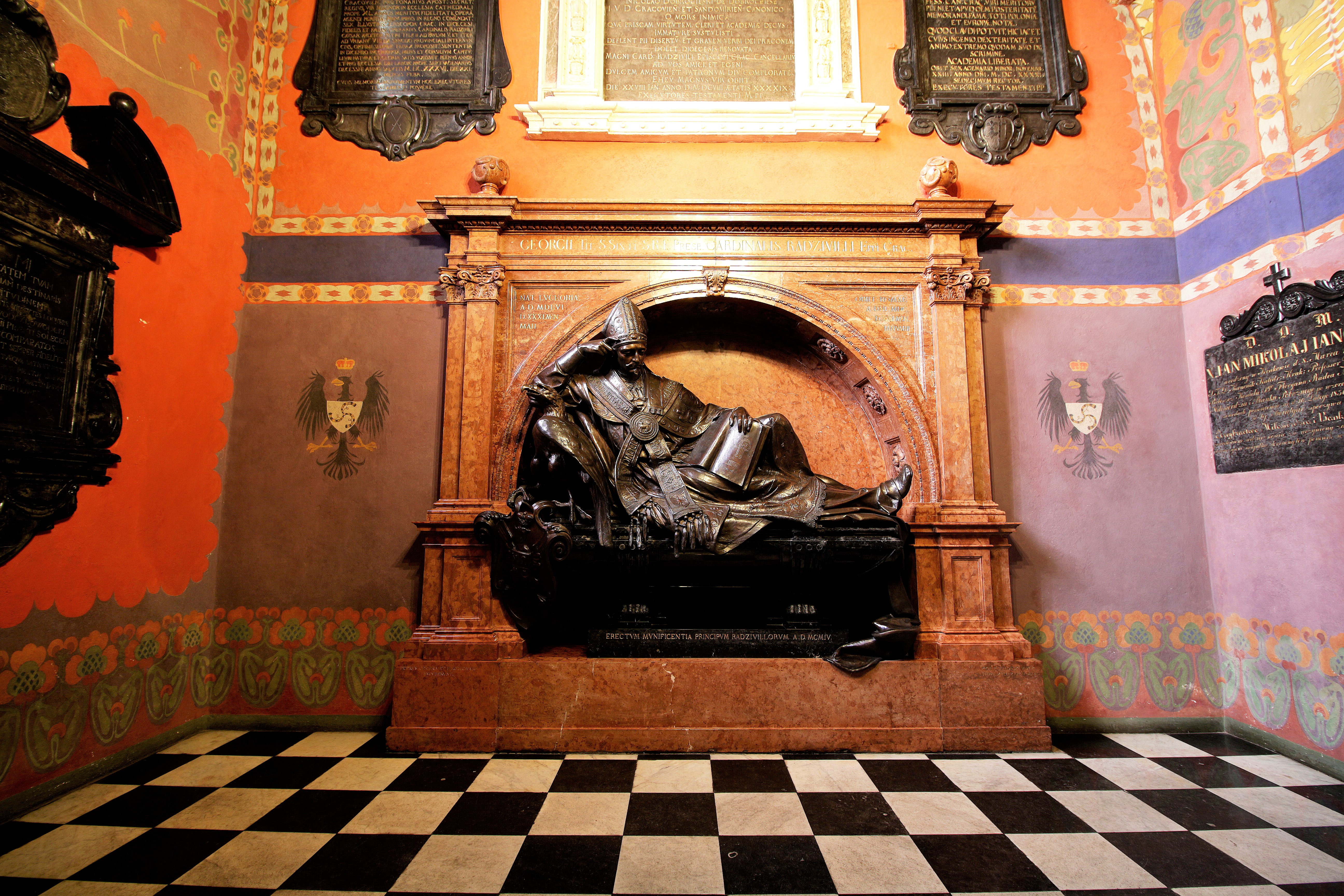
Grabmal Kardinal Radziwills, Szafraniec-Kapelle der Wawel-Kathedrale, Krakau
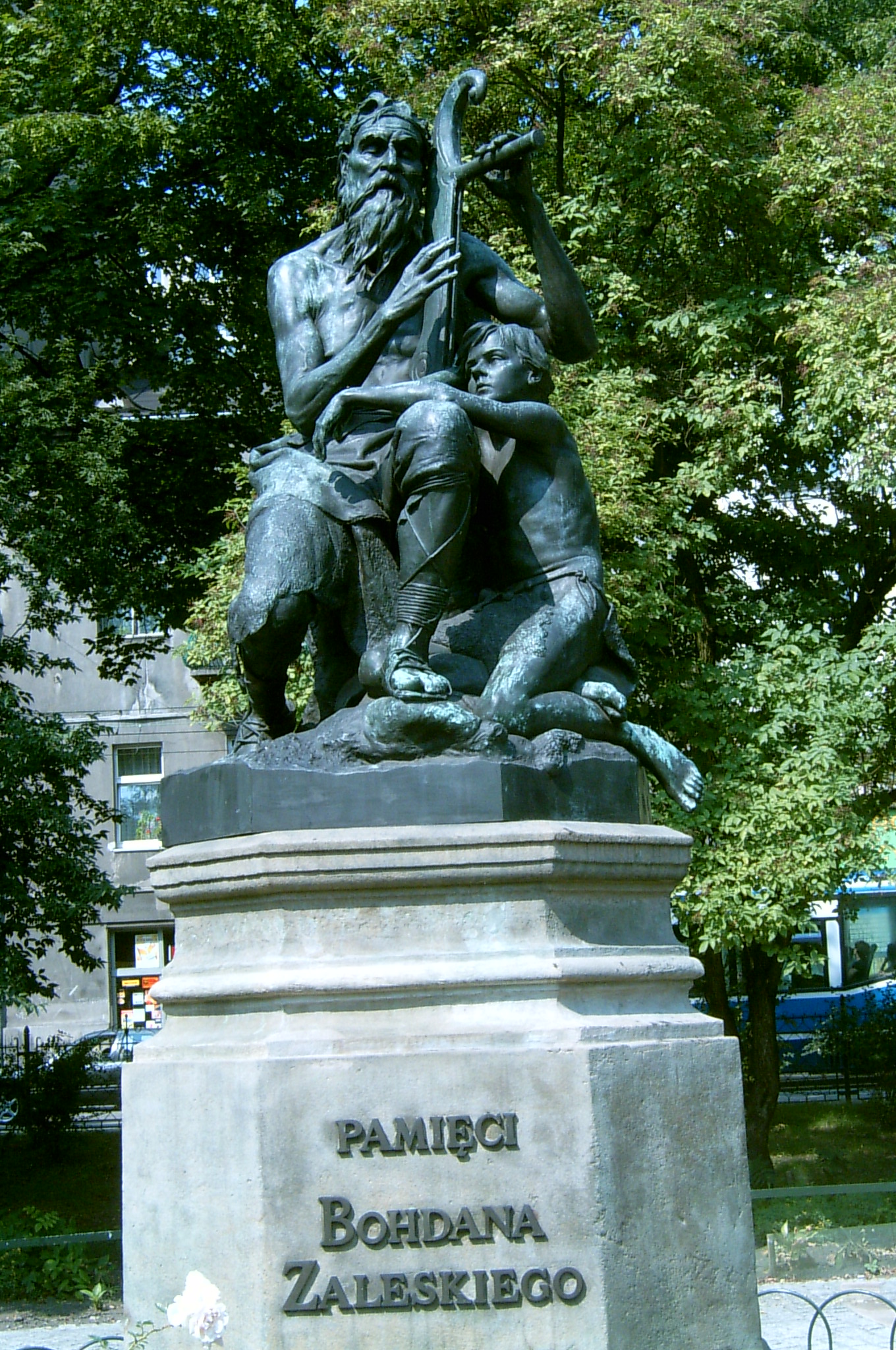
Zaleski-Denkmal, Planty-Park, Krakau
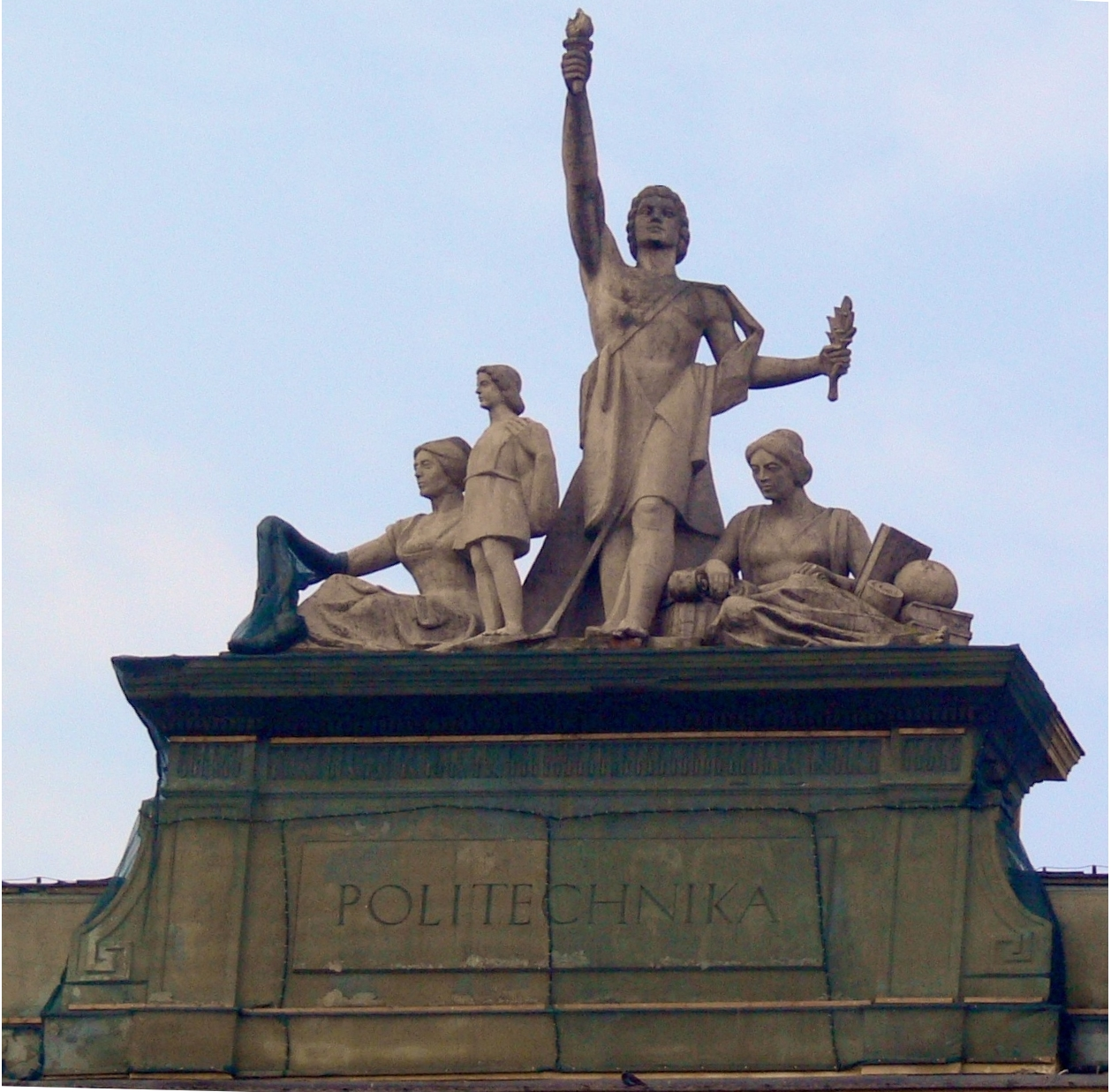
Apotheose des Wissens auf dem Hauptgebäude der Technischen Universität Warschau